# Staro Momčilovo
Staro Momčilovo es un pueblo del municipio de Žitorađa, Serbia. Según el censo de 2002, el pueblo tiene una población de 216 personas. 